# Françoise Dague
Pour les articles homonymes, voir Dague (homonymie).
Françoise Dague est une personnalité du monde associatif occitan et de la culture populaire dans les années 1960-80.
Elle est la fondatrice, en 1962, des Ballets occitans de Toulouse avec Suzanne Sirvent, Marcelino Sirvent et Yves Trébosc. puis, en 1971, du conservatoire occitan des arts et traditions populaires avec Pierre Corbefin (chorégraphe des Ballets Occitans), Auguste Dauriac (Directeur musical) et Hubert Poirée (Administrateur).
Elle est également ethnographe, ayant notamment rassemblé une collection exceptionnelle de costumes traditionnels, et une chanteuse.

## Biographie
D'origine limousine, Françoise Dague a grandi à la campagne et a tout de suite été immergée dans la culture populaire occitane, grâce à sa mère, Cécile Marie, folkloriste réputée. Au contact des anciens, elle apprend les techniques de chant traditionnel.
Installée à Toulouse, Françoise rejoint les groupes folkloriques locaux à partir de 14 ans. 
Elle suit ensuite des études aux Beaux-Arts. Elle entamera alors une étude dessinée du costume des différentes régions occitanes et poursuivra le travail de collecte de sa mère portant aussi bien sur les costumes que sur la musique et les danses populaires.
Elle fonde en 1962 la troupe des Ballets occitans de Toulouse, sur une idée de Suzanne Sirvent. Créés par Suzanne et Marcelino Sirvent et Yves Trébosc (statuts déposés le 23/1/1962) qui ont accepté qu'ils s'appellent "Ballets Occitans de Françoise Dague".
En 1971, elle parvient à convaincre la Mairie de Toulouse de créer le Conservatoire occitan qui s'installe rue Jacques Darré, dans le quartier Saint-Cyprien.
En 1975 elle illustre l’ouvrage de sa mère, Cécile Marie : Anthologie de la chanson occitane, chansons populaires des pays de langue d’oc, Paris, G. P. Maisonneuve et Larose, 1975.

## Discographie
- Ballets occitans de Toulouse - Philips - 1968
- Les Pyrénées au pays d'Occitanie - Françoise Dague et les Ballets occitans - Le Chant du Monde LDX74413
- Gascogne en Occitanie - Françoise Dague et les Ballets occitans - Le Chant du Monde LDX74470
- Dague, Pòp occitana - Pathé Marconi EMI 2C06412703 - 1973
- Nadal Encara - Revolum REV054 (avec Martina, Clara et Rosina de Pèira)